# Mason Plumlee
Mason Alexander Plumlee (* 5. März 1990 in Fort Wayne, Indiana) ist ein US-amerikanischer Basketballspieler, der bei den Phoenix Suns in der NBA unter Vertrag steht.

## Karriere
Als Jugendlicher spielte Plumlee Basketball an der Warsaw Community High School im US-Bundesstaat Indiana, danach drei Jahre an der Christ School in Arden im Bundesstaat North Carolina. Er war auch ein begabter Hochspringer.
Wie sein Bruder Miles spielte Mason Plumlee als Student für die Duke University und gewann 2010 die NCAA Division I Basketball-Meisterschaft. Im Spieljahr 2012/13 war er Dukes Mannschaftskapitän.
Beim NBA-Draftverfahren 2013 wurde Plumlee an 22. Stelle von den Brooklyn Nets ausgewählt. Sofort übernahm Plumlee eine wichtige Rolle bei den Nets und erzielte in seinem ersten Jahr 7,4 Punkte und 4,4 Rebounds. Er traf 65,9 % aus dem Feld, was ein außergewöhnlich guter Wert ist. Für diese Leistungen wurde er in das NBA All-Rookie First Team berufen.
Plumlee war Mitglied der US-Nationalmannschaft, die bei der Basketball-Weltmeisterschaft 2014 in Spanien die Goldmedaille gewann.
Am Tag des NBA-Draftverfahrens 2015 wurde Plumlee zu den Portland Trail Blazers transferiert. Im Gegenzug gingen unter anderem die Draftrechte an Rondae Hollis-Jefferson und Routinier Steve Blake nach Brooklyn. Nach eineinhalb Jahren in Portland wurde Plumlee im Februar 2017 im Tausch gegen Jusuf Nurkić an die Denver Nuggets abgegeben. In Denver lag Plumlees mittlere Einsatzzeit unten seinen Werten der Vorjahre, nach seinem Wechsel zu den Detroit Pistons kam er wieder deutlich länger zum Einsatz.
Bei den Charlotte Hornets war er uneingeschränkter Stammspieler, stand bei all seinen 129 Spielen stets in der Anfangsaufstellung und erreichte in der Saison 2022/23 den besten Punkteschnitt seiner bisherigen NBA-Zeit (12,2), ehe er im Februar 2023 bei einem Tauschgeschäft an die Los Angeles Clippers abgegeben wurde. Im Sommer 2024 wechselte Plumlee zu den Phoenix Suns.

## Persönliches
Mason Plumlee hat zwei Brüder, die ebenfalls Basketballer sind. Miles wurde im NBA-Draftverfahren 2012 von den Indiana Pacers ausgewählt und spielte unter anderem für die Atlanta Hawks. Sein jüngster Bruder Marshall spielte ebenfalls für die Duke University und anschließend in der NBA.

## NBA-Statistiken

### Hauptrunde
| Saison  | Team                     | GP  | GS  | MPG  | FG % | 3P % | FT % | RPG | APG | SPG | BPG | PPG  |
| ------- | ------------------------ | --- | --- | ---- | ---- | ---- | ---- | --- | --- | --- | --- | ---- |
| 2013–14 | Brooklyn                 | 70  | 22  | 18.2 | .659 | .000 | .626 | 4.4 | 0.9 | 0.7 | 0.8 | 7.4  |
| 2014–15 | Brooklyn                 | 82  | 45  | 21.3 | .573 | .000 | .495 | 6.2 | 0.9 | 0.8 | 0.8 | 8.7  |
| 2015–16 | Portland                 | 82  | 82  | 25.4 | .516 | .000 | .642 | 7.7 | 2.8 | 0.8 | 1.0 | 9.1  |
| 2016–17 | Portland / Denver        | 81  | 64  | 26.5 | .536 | .000 | .580 | 7.5 | 3.5 | 0.9 | 1.1 | 10.4 |
| 2017–18 | Denver                   | 74  | 26  | 19.5 | .601 | .000 | .456 | 5.4 | 1.9 | 0.7 | 1.1 | 7.1  |
| 2018–19 | Denver                   | 82  | 17  | 21.1 | .593 | .200 | .561 | 6.4 | 3.0 | 0.8 | 0.9 | 7.8  |
| 2019–20 | Denver                   | 61  | 1   | 17.3 | .615 | .000 | .535 | 5.2 | 2.5 | 0.5 | 0.6 | 7.2  |
| 2020–21 | Detroit                  | 56  | 56  | 26.8 | .614 | .000 | .669 | 9.3 | 3.6 | 0.8 | 0.9 | 10.4 |
| 2021–22 | Charlotte                | 73  | 73  | 24.6 | .641 | .000 | .392 | 7.7 | 3.1 | 0.8 | 0.7 | 6.5  |
| 2022–23 | Charlotte / LA. Clippers | 79  | 60  | 26.0 | .680 | —    | .636 | 8.9 | 3.1 | 0.6 | 0.6 | 10.8 |
| 2023–24 | LA. Clippers             | 46  | 11  | 14.7 | .569 | .000 | .707 | 5.1 | 1.2 | 0.3 | 0.4 | 5.3  |
| Gesamt  | Gesamt                   | 786 | 457 | 22.3 | .594 | .043 | .573 | 6.8 | 2.4 | 0.7 | 0.8 | 8.4  |

### Play-offs
| Saison  | Team         | GP | GS | MPG  | FG % | 3P % | FT % | RPG  | APG | SPG | BPG | PPG |
| ------- | ------------ | -- | -- | ---- | ---- | ---- | ---- | ---- | --- | --- | --- | --- |
| 2013–14 | Brooklyn     | 10 | 0  | 11.4 | .438 | —    | .444 | 2.3  | 0.2 | 0.3 | 0.7 | 2.2 |
| 2014–15 | Brooklyn     | 6  | 0  | 8.2  | .667 | —    | .364 | 1.3  | 0.3 | 0.7 | 0.3 | 2.0 |
| 2015–16 | Portland     | 11 | 11 | 27.8 | .400 | —    | .636 | 11.8 | 4.8 | 0.6 | 1.0 | 7.0 |
| 2018–19 | Denver       | 14 | 0  | 15.6 | .511 | .000 | .571 | 4.4  | 1.5 | 0.5 | 0.7 | 4.6 |
| 2019–20 | Denver       | 19 | 0  | 10.8 | .487 | .000 | .667 | 3.2  | 1.3 | 0.2 | 0.4 | 2.4 |
| 2022–23 | LA. Clippers | 5  | 0  | 18.2 | .875 | —    | .929 | 6.8  | 1.8 | 0.4 | 0.4 | 8.2 |
| 2023–24 | LA. Clippers | 6  | 0  | 11.0 | .389 | —    | .625 | 3.3  | 0.7 | 0.5 | 0.3 | 3.2 |
| Gesamt  | Gesamt       | 71 | 11 | 14.8 | .486 | .000 | .605 | 4.8  | 1.6 | 0.4 | 0.6 | 4.0 |